# Composizioni di Rebecca Clarke

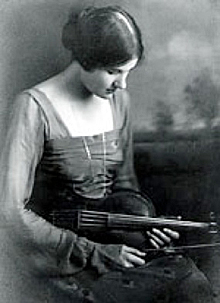
Clarke nel 1919.

Lista delle composizioni di Rebecca Clarke (1886-1979), ordinate per genere.
| Genere           | Data               | Titolo | Organico                                                                                                 | Note |
| ---------------- | ------------------ | --- | --- | --- |
| Orchestrale      | 1941               | Combined Carols                                                                                                   | orchestra d'archi                                                                                        | originale per due violini, viola e violoncello                                                           |
| Musica da camera | 1907–1908          | Danse bizarre | due violini e pianoforte                                                                                 | precedentemente ritenuto perduto; ritrovato nella proprietà di Rebecca Clarke; prima esecuzione nel 2003 |
| Musica da camera | 1907–1908          | Prelude | precedentemente ritenuto perduto; ritrovato nella proprietà di Rebecca Clarke; prima esecuzione nel 2003 | |
| Musica da camera | 1907–1908          | Nocturne | precedentemente ritenuto perduto; ritrovato nella proprietà di Rebecca Clarke; prima esecuzione nel 2003 | |
| Musica da camera | 1907–1908          | Finale | due violini e pianoforte                                                                                 | incompleto                                                                                               |
| Musica da camera | 1907–1909          | Sonata | violino e pianoforte                                                                                     | un unico movimento                                                                                       |
| Musica da camera | 1908–1909          | Sonata | violino e pianoforte                                                                                     | |
| Musica da camera | 1909               | Lullaby | viola e pianoforte                                                                                       | |
| Musica da camera | 1913               | Lullaby on an Ancient Irish Tune                                                                                  | viola e pianoforte                                                                                       | |
| Musica da camera | ca. 1916           | 2 pezzi 1. Lullaby 2. Grotesque                                                                                   | viola (o violino) e violoncello                                                                          | |
| Musica da camera | 1917–1918          | Morpheus | viola e pianoforte                                                                                       | composto sotto lo pseudonimo di "Anthony Trent"; Morfeo è la divinità greca dei sogni.                   |
| Musica da camera | 1917–1918          | Senza titolo | viola e pianoforte                                                                                       | |
| Musica da camera | 1918               | Lullaby | viola e pianoforte                                                                                       | |
| Musica da camera | 1919               | Sonata per viola                                                                                                  | viola (o violoncello) e pianoforte                                                                       | |
| Musica da camera | 1921               | Chinese Puzzle | violino (o viola) e pianoforte                                                                           | |
| Musica da camera | 1921, 1925         | Chinese Puzzle | flauto, violino, viola e violoncello                                                                     | originale per violino e pianoforte                                                                       |
| Musica da camera | ?1921              | Epilogue | violoncello e pianoforte                                                                                 | |
| Musica da camera | 1921               | Trio con pianoforte                                                                                               | violino, violoncello e pianoforte                                                                        | |
| Musica da camera | 1923               | Rapsodia | violoncello e pianoforte                                                                                 | |
| Musica da camera | 1924               | Comodo et amabile                                                                                                 | due violini, viola e violoncello                                                                         | |
| Musica da camera | 1924               | Midsummer Moon | violino e pianoforte                                                                                     | |
| Musica da camera | 1926               | Poem | due violini, viola e violoncello                                                                         | |
| Musica da camera | ca. 1940           | Senza titolo | per due strumenti 1. due strumenti sopranili 2. strumento sopranile e basso                              | due studi di composizione, incompleti                                                                    |
| Musica da camera | 1941               | Combined Carols                                                                                                   | due violini, viola e violoncello                                                                         | arrangiato anche per orchestra d'archi                                                                   |
| Musica da camera | ?1940–1941         | Passacaglia on an Old English Tune in do minore                                                                   | viola (o violoncello) e pianoforte                                                                       | Il tema è attribuito a Thomas Tallis.                                                                    |
| Musica da camera | 1941               | Prelude, Allegro and Pastorale                                                                                    | viola e clarinetto                                                                                       | |
| Musica da camera | ?1941              | Dumka | violino, viola e pianoforte                                                                              | |
| Musica da camera | 1944               | I'll Bid My Heart Be Still (Old Scottish Border Melody)                                                           | viola e pianoforte                                                                                       | |
| Pianoforte       | 1907–1908          | Theme and Variations                                                                                              | pianoforte                                                                                               | precedentemente ritenuto perduto; ritrovato nella proprietà di Rebecca Clarke; prima esecuzione nel 2003 |
| Pianoforte       | ?1930              | Cortège | pianoforte                                                                                               | revisionato negli anni settanta                                                                          |
| Corale           | ca. 1906           | Now Fie on Love                                                                                                   | coro di voci maschili                                                                                    | testo di un anonimo                                                                                      |
| Corale           | 1907               | Music, When Soft Voices Die                                                                                       | coro | testo di Percy Bysshe Shelley                                                                            |
| Corale           | ca. 1908           | A Lover's Dirge                                                                                                   | coro | testo da La dodicesima notte di William Shakespeare                                                      |
| Corale           | ca. 1909           | The Owl (When Cats Run Home and Light Is Come)                                                                    | coro | testo di Alfred Tennyson                                                                                 |
| Corale           | ca. 1911–1912      | Come, Oh Come, My Life's Delight                                                                                  | coro | testo di Thomas Campion; anche per voce e pianoforte                                                     |
| Corale           | ca. 1911–1912      | My Spirit Like a Charmed Bark Doth Float                                                                          | coro | testo di Percy Bysshe Shelley                                                                            |
| Corale           | ca. 1911–1912      | Weep You No More Sad Fountains                                                                                    | coro | testo di un anonimo (forse di John Dowland); anche per voce e pianoforte                                 |
| Corale           | ca. 1914           | Philomela | coro | testo di Philip Sidney                                                                                   |
| Corale           | 1921               | He That Dwelleth in the Secret Place (salmo 91)                                                                   | soprano, contralto, tenore, basso e coro                                                                 | |
| Corale           | 1928               | There Is No Rose of Such Virtue                                                                                   | baritono e coro                                                                                          | su un canto inglese del XV secolo                                                                        |
| Corale           | ca. 1937           | Ave Maria | coro di voci femminili                                                                                   | |
| Corale           | ca. 1943           | Chorus from Hellas                                                                                                | coro di voci femminili                                                                                   | |
| Vocale           | ca. 1903           | Wandrers Nachtlied                                                                                                | voce e pianoforte                                                                                        | testo di Johann Wolfgang von Goethe                                                                      |
| Vocale           | 1904               | Ah, for the Red Spring Rose                                                                                       | voce e pianoforte                                                                                        | |
| Vocale           | 1904               | Aufblick | voce e pianoforte                                                                                        | testo di Richard Dehmel                                                                                  |
| Vocale           | 1904               | Shiv and the Grasshopper                                                                                          | voce e pianoforte                                                                                        | testo da Il libro della giungla di Rudyard Kipling                                                       |
| Vocale           | ca. 1904           | Chanson | voce e pianoforte                                                                                        | testo di Maurice Maeterlinck                                                                             |
| Vocale           | ca. 1904           | Klage | voce e pianoforte                                                                                        | testo di Richard Dehmel                                                                                  |
| Vocale           | ca. 1904           | O Welt | voce e pianoforte                                                                                        | |
| Vocale           | ca. 1904           | Stimme im Dunkeln                                                                                                 | voce e pianoforte                                                                                        | testo di Richard Dehmel                                                                                  |
| Vocale           | 1905               | Du | voce e pianoforte                                                                                        | testo di Richard von Schaukal                                                                            |
| Vocale           | ca. 1905           | The Moving Finger Writes                                                                                          | voce e pianoforte                                                                                        | testo dal Rubáiyát di Omar Khayyám, tradotto da Edward FitzGerald                                        |
| Vocale           | ca. 1905           | Oh, Dreaming World                                                                                                | voce e pianoforte                                                                                        | |
| Vocale           | ca. 1905           | Wiegenlied | voce, violino e pianoforte                                                                               | testo di Detlev von Liliencron                                                                           |
| Vocale           | 1906               | Durch die Nacht                                                                                                   | voce e pianoforte                                                                                        | testo di Richard Dehmel                                                                                  |
| Vocale           | ca. 1906           | Nach einem Regen                                                                                                  | voce e pianoforte                                                                                        | testo di Richard Dehmel                                                                                  |
| Vocale           | ca. 1907           | Das Ideal | voce e pianoforte                                                                                        | testo di Richard Dehmel                                                                                  |
| Vocale           | 1907               | Magna est veritas                                                                                                 | voce e pianoforte                                                                                        | testo di Coventry Patmore                                                                                |
| Vocale           | 1907               | Manche Nacht | voce e pianoforte                                                                                        | testo di Richard Dehmel                                                                                  |
| Vocale           | 1907               | Nacht für Nacht                                                                                                   | due voci e pianoforte                                                                                    | testo di Richard Dehmel                                                                                  |
| Vocale           | 1907               | Vergissmeinnicht                                                                                                  | voce e pianoforte                                                                                        | testo di Richard Dehmel                                                                                  |
| Vocale           | ca. 1909           | Spirits | due voci acute e pianoforte                                                                              | testo di Robert Bridges                                                                                  |
| Vocale           | ca. 1910           | The Color of Life                                                                                                 | voce e pianoforte                                                                                        | testo da scritti della tradizione cinese                                                                 |
| Vocale           | ca. 1910           | Return of Spring                                                                                                  | voce e pianoforte                                                                                        | testo da scritti della tradizione cinese                                                                 |
| Vocale           | ca. 1910           | Tears | voce e pianoforte                                                                                        | testo da scritti della tradizione cinese                                                                 |
| Vocale           | ca. 1911           | The Folly of Being Comforted                                                                                      | voce e pianoforte                                                                                        | testo di William Butler Yeats                                                                            |
| Vocale           | ca. 1911–1912 1926 | Come, Oh Come, My Life's Delight                                                                                  | voce e pianoforte                                                                                        | testo di Thomas Campion; originale per coro                                                              |
| Vocale           | ca. 1912           | The Cloths of Heaven                                                                                              | voce e pianoforte                                                                                        | testo di William Butler Yeats                                                                            |
| Vocale           | ca. 1912           | Shy One | voce e pianoforte                                                                                        | testo di William Butler Yeats                                                                            |
| Vocale           | ca. 1912           | Weep You No More Sad Fountains                                                                                    | voce e pianoforte                                                                                        | testo di un anonimo (forse John Dowland); anche per coro                                                 |
| Vocale           | ca. 1912–1913      | Away Delights | due voci e pianoforte                                                                                    | testo di John Fletcher                                                                                   |
| Vocale           | ca. 1912–1913      | Hymn to Pan | tenore, baritono e pianoforte                                                                            | testo di John Fletcher                                                                                   |
| Vocale           | ca. 1913           | Infant Joy | voce e pianoforte                                                                                        | testo di William Blake                                                                                   |
| Vocale           | 1919               | Down by the Salley Gardens                                                                                        | voce e pianoforte                                                                                        | testo di William Butler Yeats; anche per voce e violino                                                  |
| Vocale           | 1920               | Psalm 63 (salmo 63)                                                                                               | voce e pianoforte                                                                                        | |
| Vocale           | 1922               | The Seal Man | voce e pianoforte                                                                                        | testo di John Masefield                                                                                  |
| Vocale           | 1924               | Three Old English Songs 1. It Was a Lover and His Lass 2. Phyllis on the New Mown Hay 3. The Tailor and His Mouse | voce e violino                                                                                           | testo della prima canzone di William Shakespeare                                                         |
| Vocale           | 1925               | June Twilight | voce e pianoforte                                                                                        | testo di John Masefield                                                                                  |
| Vocale           | 1926               | A Dream | voce e pianoforte                                                                                        | testo di William Butler Yeats                                                                            |
| Vocale           | 1926               | Poem (Adagio) | voce e quartetto d'archi                                                                                 | |
| Vocale           | 1926               | Sleep | tenore, baritono e pianoforte                                                                            | testo di John Fletcher; 2 versioni                                                                       |
| Vocale           | 1926               | Three Irish Country Songs 1. I Know My Love 2. I Know Where I'm Goin 3. As I Was Goin to Ballynure                | voce e violino                                                                                           | |
| Vocale           | ca. 1926           | Take, O Take Those Lips Away                                                                                      | tenore, baritono e pianoforte                                                                            | testo da Misura per misura di William Shakespeare                                                        |
| Vocale           | 1927               | The Cherry-blossom Wand                                                                                           | voce e pianoforte                                                                                        | testo di Anna Wickham                                                                                    |
| Vocale           | 1927               | Eight O'clock | voce e pianoforte                                                                                        | testo di A. E. Housman                                                                                   |
| Vocale           | ca. 1928           | Greeting | voce e pianoforte                                                                                        | testo di Ella Young                                                                                      |
| Vocale           | 1929               | The Aspidistra | voce e pianoforte                                                                                        | testo di Claude Flight                                                                                   |
| Vocale           | 1929               | Cradle Song | voce e pianoforte                                                                                        | testo di William Blake                                                                                   |
| Vocale           | 1929–1933          | The Tiger (Tiger, Tiger)                                                                                          | voce e pianoforte                                                                                        | testo di William Blake                                                                                   |
| Vocale           | ca. 1940           | Binnorie | voce e pianoforte                                                                                        | testo dalla ballata tradizionale The Twa Sisters                                                         |
| Vocale           | ca. 1940           | Daybreak | voce e quartetto d'archi                                                                                 | testo di John Donne                                                                                      |
| Vocale           | 1941               | Lethe | voce e pianoforte                                                                                        | testo di Edna St. Vincent Millay                                                                         |
| Vocale           | 1942               | The Donkey | voce e pianoforte                                                                                        | testo di Gilbert Keith Chesterton                                                                        |
| Vocale           | 1919, anni 1950    | Down by the Salley Gardens                                                                                        | voce e violino                                                                                           | testo di William Butler Yeats; originale per voce e violino                                              |
| Vocale           | 1954               | God Made a Tree                                                                                                   | voce e pianoforte                                                                                        | testo di Katherine Kendall                                                                               |
| Vocale           |                    | Up-Hill | voce e pianoforte                                                                                        | testo di Christina Rossetti                                                                              |